# UMDNS
Das Universal Medical Device Nomenclature System (UMDNS) ist ein codiertes Klassifikationssystem für Medizinprodukte und wurde vom ECRI Institute (Emergency Care Research Institute) in den Vereinigten Staaten entwickelt. Es ist geplant das UMDNS zusammen mit der Global Diagnostic Market Statistics (GDMS) – vorherige Bezeichnung: European Diagnostics Market Statistics (EDMS) der European Diagnostic Manufacturers Association (EDMA) – durch die Global Medical Devices Nomenclature (GMDN) zu ersetzen, für welche es noch keine offizielle deutsche Übersetzung gibt.

## Situation in Deutschland
Die deutschsprachigen Versionen 1.0 (Stand 1996) und 1.1 (Stand 1998) des UMDNS wurden von emtec e.V. ins Deutsche übertragen und bearbeitet und vom Deutschen Institut für Medizinische Dokumentation und Information (DIMDI) im Auftrag des Bundesministeriums für Gesundheit herausgegeben.
In Version 1.0 sind die übersetzten deutschen Hauptbegriffe enthalten, wobei ca. 5.000 Begriffe in alphabetischer Reihenfolge angeführt und jedem Hauptbegriff ein Code (Universal Medical Device Code – UMDC) zugeordnet ist. Die Version 1.1 enthält zusätzlich ca. 13.000 deutsche Synonyme, ähnliche Begriffe, artverwandte Begriffe, spezifische Begriffe, um das Auffinden eines Hauptbegriffes zu erleichtern. Hierbei bestehen willkürlich vorgenommene Ziffernkodierungen (beispielsweise 'Defibrillator' '11-132') ohne eine Hierarchie. Weitere Informationen (beispielsweise: Typen, Modellreihe, Hersteller) enthält der Katalog nicht. Auch übergreifende Auswertungen (beispielsweise 'alle bildgebenden Systeme') sind schwer zu bewerkstelligen oder unmöglich. Das BfArM bietet einen kostenfreien Download des deutschsprachigen UMDNS an.
Nach §8 Medizinprodukte-Betreiberverordnung sollte die aktuelle, vom DIMDI herausgegebene Nomenklatur verwendet werden, dies wäre derzeit (2006) das UMDNS. Im Gegensatz dazu muss bei der Meldung von Vorkommnissen nach Abschnitt 2 der Medizinprodukte-Sicherheitsplanverordnung (MPSV) und dem vom DIMDI herausgegebenen Formblatt die Klassifikation nach UMDNS erfolgen.